# Championnat féminin des clubs de l'AFC 2022
Navigation
Édition précédente Édition suivante
Le championnat féminin des clubs de l'AFC 2022 est la troisième édition de la plus importante compétition inter-clubs asiatique de football féminin. La compétition est un pilote de la future Ligue des champions féminine que l'AFC prévoit de lancer en 2024.

## Format
Sept équipes sont prévues, réparties en deux zones géographiques, l'Asie de l'Est (Thaïlande, Myanmar et Taïwan) et l'Asie de l'Ouest (Jordanie, Iran, Ouzbékistan et Inde). Chaque zone constitue une poule unique dans laquelle les équipes s'affrontent. Les vainqueurs de ces deux poules se retrouvent pour une finale, qui ne sera finalement pas disputée.
La zone Ouest se dispute à Karchi en Ouzbékistan du 20 au 26 août 2022, la zone Est à Chonburi en Thaïlande du 15 au 21 août 2022 et la finale le 22 octobre 2022, en même temps que celle de la coupe de l'AFC.
L'Orthodox Club se retire finalement de la compétition. À la suite de la suspension par la FIFA de la fédération indienne, le Gokulam Kerala FC doit renoncer à sa participation, alors que l'équipe était déjà en Ouzbékistan.

## Participants
| Zone Ouest  | Zone Ouest        | Zone Est  | Zone Est               |
| Pays        | Club              | Pays      | Club                   |
| ----------- | ----------------- | --------- | ---------------------- |
| Inde        | Gokulam Kerala FC | Myanmar   | ISPE WFC               |
| Iran        | Khatoon Bam       | Taïwan    | Taichung Blue Whale FC |
| Jordanie    | Orthodox Club     | Thaïlande | BG Bundit Asia         |
| Ouzbékistan | Sogdiana Jizzax   |           |                        |

## Résultats

### Zone Ouest
| Équipe 1    | Aller | Total | Retour | Équipe 2        |
| ----------- | ----- | ----- | ------ | --------------- |
| Khatoon Bam | 1 - 1 | 1 - 2 | 0 - 1  | Sogdiana Jizzax |

### Zone Est
| Rang | Équipe                 | Pts | J | G | N | P | Bp | Bc | Diff |  | Résultats              |  |     |     |
| ---- | ---------------------- | --- | - | - | - | - | -- | -- | ---- |  | ---------------------- |  | --- | --- |
| 1    | BG Bundit Asia         | 4   | 2 | 1 | 1 | 0 | 2  | 0  | +2   |  | BG Bundit Asia         |  | 0-0 | 2-0 |
| 2    | Taichung Blue Whale FC | 4   | 2 | 1 | 1 | 0 | 3  | 2  | +1   |  | Taichung Blue Whale FC |  |     | 3-2 |
| 3    | ISPE WFC               | 0   | 2 | 0 | 0 | 2 | 2  | 5  | -3   |  | ISPE WFC               |  |     |     |

### Finale
| Finale          | Sogdiana Jizzax | Annulé | BG Bundit Asia |  |  |
| 22 octobre 2022 |                 | (-)    |                |  |  |